# Irland (1937–1949)
In der Zeit von 1937 bis 1949 war es rechtlich unklar, ob der irische Staat nun eine Republik oder weiterhin eine Form der konstitutionellen Monarchie war, und ob das Staatsoberhaupt nun der Präsident oder der König (Georg VI.) gewesen ist. Der genaue konstitutionelle Status dieser Zeit ist seitdem Streitpunkt vieler politischer Diskussionen.
Im Jahr 1937 wurde die bestehende Verfassung des Irischen Freistaates komplett überarbeitet, der Name des Staates auf „Irland“ (Éire) geändert und sämtliche, bis auf die außenpolitischen, Aufgaben des britischen Monarchen in Irland auf den neu geschaffenen Präsidenten von Irland übertragen. Doch die Verfassung legte die Staatsform nicht explizit auf die einer Republik fest, und der Präsident wurde darin ebenfalls nicht als Staatsoberhaupt bezeichnet. Der unklare Status endete erst 1949, als auch die außenpolitischen Aufgaben dem König entzogen wurden und die Staatsform definitiv als Republik festgelegt wurde.
Der Status des irischen Staates von 1936 bis 1949 war lediglich symbolisch von Bedeutung und hatte kaum praktische Auswirkungen, da die Rolle sowohl des Königs wie des Präsidenten vor allem repräsentativer Natur war. Die einzige praktische Auswirkung der Ausrufung der Republik im Jahr 1949 war der damit verbundene Austritt aus dem Commonwealth.

## Die Verfassungsänderung von 1936
Die Gründung der heutigen Republik Irland geht bis auf das Jahr 1922 als Irischer Freistaat zurück. Dieser Freistaat wurde mindestens bis 1936 als eine Art konstitutioneller Monarchie regiert. Der britische König, in Personalunion auch König von Irland, hatte eine Reihe wichtiger Aufgaben, einschließlich der exekutiven Macht, der Einsetzung des Kabinetts und der Verkündung von Gesetzen. Offizieller Vertreter des Königs in Irland war der Generalgouverneur.
1936 wurden durch die 27. Verfassungsänderung der Regierung (Oireachtas) alle Aufgaben des Königs, bis auf die Repräsentation des Staates nach außen, umverteilt und die Position des Generalgouverneurs abgeschafft. Die Exekutivmacht ging unter anderem auf den Exekutivrat über, das Recht, dessen Präsidenten zu bestimmen, auf das Unterhaus (Dáil Éireann) und die Macht, Gesetze endgültig zu genehmigen, auf den Ceann Comhairle, den Vorsitzenden des Dáil.

## Die neue Verfassung von 1937
Die Verfassung von Irland, eingeführt im Jahr 1937, füllte die Lücke des abgeschafften Generalgouverneurs durch die Einführung eines direkt gewählten Präsidenten. Der „Präsident von Irland“ übernimmt seitdem zeremonielle Funktionen: die Auflösung des Parlaments, die Ernennung der Regierung und die Verkündung von Gesetzen. Die eigentlichen exekutiven Befugnisse lagen fortan bei der Regierung. Die neue Verfassung beinhaltete viele republikanische Aussagen, z. B. dass die Souveränität vom Volke ausgeht, ein Verbot der Gewährung von Adelstiteln sowie die Einführung einer irischen Staatskirche.
Doch die Regierung Eamon de Valera, die die neue Verfassung einführte, verzichtete darauf, eine „Republik Irland“ auszurufen.  Der Freistaat „Irland“ (bzw. Éire) war vielmehr als Vorstufe für eine geeinte Republik Irland konzipiert, der dann auch die sechs nordirischen Grafschaften angehören sollten.
Außerdem erklärte die neue Verfassung den Präsidenten nicht zum Staatsoberhaupt, sondern sprach lediglich vom „Vorrang gegenüber allen anderen Personen innerhalb des Staates“. Im Gegenteil beließ Artikel 28 (identisch mit Artikel 51 der Vorgängerverfassung) die Verantwortung für äußere Angelegenheiten (Außenpolitik, diplomatisches Corps etc.) beim König. Artikel 28 Absatz 2 bestimmte, dass der External Relations Act bis zu einer Neuregelung durch das Parlament weiterhin Gültigkeit besaß.

## 1937–1949
Éamon de Valera (1882–1975) war 1937 irischer Premierminister (Taoiseach). De Valera hatte 1926 die Partei Fianna Fáil gegründet, deren Vorsitzender er wurde. 1932 wurde seine Partei stärkste Kraft im irischen Parlament und er wurde zum Premierminister gewählt. Das Amt des Taoiseach hatte de Valera durchgehend bis 1948 inne (und danach noch zweimal: 1951–1954 und 1957–1959). 1948–1951 war John A. Costello (1891–1976) Ministerpräsident.
Bis zur Gründung der irischen Republik durch den Republic of Ireland Act 1949 übernahm der irische Präsident keinerlei internationale Aufgaben. Gleichzeitig war die Rolle des Königs in dieser Zeit für die meisten irischen Bürger nicht mehr offensichtlich. Der König besuchte niemals das Land und hatte dort durch die Abschaffung des Generalgouverneurs keine Repräsentanten.
De Valera wurde 1945 gebeten, zur Staatsform Stellung zu nehmen. Er bestand darauf, dass Irland eine Republik sei. Er sagte vor dem Unterhaus:
Der Staat ist nachvollziehbar eine Republik. Lasst uns jeden Text und jede politische Theorie ansehen und entscheiden, ob der Staat nicht jedes Merkmal besitzt, das eine Republik ausmacht. Wir sind eine Demokratie mit der uneingeschränkten Macht des Volkes. Eine repräsentative Demokratie mit verschiedenen Staatsorganen unter einer geschriebenen Verfassung. Die Exekutivmacht liegt beim Parlament, es gibt ein unabhängiges Gerichtssystem unter der Verfassung und den Gesetzen, sowie ein vom Volk gewähltes Staatsoberhaupt, das sein Amt für eine festgelegte Zeit ausübt.
Befragt nach dem External Relations Act bekannte er:
Wir sind eine unabhängige Republik, durch unsere Außenpolitik verbunden mit den Staaten des Commonwealth.
Unabhängig von de Valeras Ansichten betrachteten viele politische Gelehrte die Repräsentation nach außen als die Schlüsselrolle eines Staatsoberhauptes. Dieser Meinung wurde vom Präsidenten John A. Costello während einer Senatsdebatte im Dezember 1948 entgegnet, dass der Gesetzesvorschlag (Republic of Ireland Bill), den er in Kürze einbringen werde, denjenigen zum Staatsoberhaupt machen würde, „der es von jeher sein sollte“, nämlich den Präsidenten. Die Partei von de Valera (zu dieser Zeit stellte sie die Opposition im Unterhaus) stimmte diesem Vorschlag zu.

## Republic of Ireland Act
Der Republic of Ireland Act trat am 18. April 1949 in Kraft. Erstaunlich war, dass durch dieses Gesetz die Staatsform zu einer Republik geändert wurde, ohne jegliche Änderungen an der Verfassung. Das Gesetz bestand aus folgenden drei Hauptpunkten:
- Der External Relations Act, der die Außenwirkung des Königs festschrieb, wurde aufgehoben.
- Die Republik wurde als Staatsform festgeschrieben.
- Die Pflege der Beziehungen zu anderen Ländern ging auf den Präsidenten über.

Dieses Gesetz beendete automatisch auch die Zugehörigkeit des Staates zum Commonwealth. Die Tatsache, dass er nun eindeutig Staatsoberhaupt war, wurde durch Sean T. O’Kelly mit Staatsbesuchen im Vatikan und Frankreich unterstrichen. Ein Besuch im Buckingham Palace bei Georg VI. war ebenfalls geplant, musste aber wegen Terminproblemen abgesagt werden.
1952 wurde der Königstitel in Großbritannien von „Königin von Großbritannien, Irland und den britischen Dominions“ in „Königin des Vereinigten Königreiches von Großbritannien und Nordirland sowie ihrer anderen Reiche und Territorien“ geändert. Der Titel „König“ bzw. „Königin von Irland“ wurde komplett abgeschafft.